# Jackie Smith
John Smith, plus connu sous le nom de Jackie Smith (né en septembre 1883 à Wardley dans la banlieue de Gateshead dans le Tyne and Wear, et mort le 4 septembre 1916), est un joueur de football anglais qui évoluait au poste d'intérieur droit.

## Biographie
Après le déclenchement de la Première Guerre mondiale, Smith est enrôlé au sein du York and Lancaster Regiment (en) et meurt au combat lors de la bataille de la Somme, laissant une veuve et six enfants. Deux de ses fils, Jack et Jim Smith, jouent plus tard dans la ligue professionnelle de rugby à XIII pour les Hull Kingston Rovers.

## Palmarès
Hull City
- Championnat d'Angleterre D2 :
  - Meilleur buteur : 1907-08 (27 buts) et 1909-10 (32 buts).